# Kingdom (manga)
Pour les articles homonymes, voir Kingdom.
Kingdom (キングダム, Kingudamu) est un manga écrit et dessiné par Yasuhisa Hara (原泰久, Hara Yasuhisa). Il est prépublié depuis le 26 janvier 2006 dans le magazine Weekly Young Jump de l'éditeur Shūeisha. La version française est éditée depuis septembre 2018 par les éditions Meian.
Une adaptation en série télévisée d'animation produite par le studio Pierrot est diffusée entre juin 2012 et février 2013. Une seconde saison est diffusée entre juin 2013 et mars 2014. Une troisième saison est diffusée à partir d'avril 2020 mais est interrompue, au bout du quatrième épisode, à la suite de la pandémie de Covid-19, avant de reprendre sa diffusion entre mai et octobre 2021. La quatrième saison est diffusée entre avril et octobre 2022. La cinquième saison est diffusée entre janvier et mars 2024. La sixième saison est en production pour octobre 2025.
Une adaptation en prise de vue réelle sort sous le même titre le 19 avril 2019. Un deuxième film est sorti le 15 juillet 2022, suivi d'un troisième film le 28 juillet 2023 et d'un quatrième film le 12 juillet 2024. Un jeu vidéo est sorti sur PlayStation Portable et plusieurs jeux mobiles ont aussi vu le jour.
En septembre 2023, Kingdom compte plus de 100 millions d'exemplaires en circulation, ce qui en fait l'une des vingt séries de mangas les plus vendues. En 2013, le manga remporte le Prix Culturel Osamu Tezuka.

## Synopsis
En Chine, il y a des centaines et des centaines d’années, le récit suit le jeune Shin dans son chemin vers l'accomplissement de son rêve : devenir le plus grand Général sous les cieux. Dans cette Chine ancestrale, Shin est originaire de l'État de Qin en proie à de nombreux soubresauts aussi bien à l'intérieur du royaume, qu'à l'extérieur.
L'histoire se déroule durant la période des Royaumes combattants au IIIe siècle av. J.-C., quand la Chine était divisée entre sept royaumes : Qin, Zhao, Han, Wei, Chu, Yan et Qi. À travers l'histoire de Shin (nommé d'après Li Xin), on suit également l'histoire de Ei Sei (inspiré du roi Ying Zheng), l'homme qui sera par la suite connu comme l'empereur Qin Shi Huang, l'unificateur de la Chine.

## Personnages
Les protagonistes principaux de Kingdom sont un mélange de personnages fictifs ou ayant existé. Les personnages inspirés de figures historiques sont désignés par les mêmes idéogrammes que la personnalité chinoise ayant existé, mais dans les doublages japonais et transcriptions françaises c'est la prononciation japonaise de ces caractères qui est utilisée.
Personnages principaux :
- Shin (信, japonais : Shin?, chinois : Xin) : jeune soldat ambitionnant de devenir grand général, devient commandant de l'unité Hi Shin
- Hyou (漂, japonais : Hyō?, chinois : Piao) : ami d'enfance de Shin
- Ei Sei (贏政, japonais : Ei Sei?, chinois : Ying Zheng) : jeune roi de Qin qui rêve de réaliser l'unification de la Chine
- Karyoten (河了貂, japonais : Ka Ryō Ten?, chinois : He Liao Diao) : enfant d'un peuple des montagnes, devient stratège de l'unité Hi Shin
- Kyoukai (羌瘣, japonais Kyō Kai?, chinois : Qiang Lei) : enfant élevée pour devenir assassin, devient vice-commandante de l'unité Hi Shin
- Yotanwa (楊端和, japonais : Yō Tan Wa?, chinois : Yang Duan He) : reine des peuples des montagnes
- Shobunkun (昌文君, japonais : Shōbun Kun?, chinois : Changwen Jun) : ancien chef militaire loyal à Ei Sei, devient vice-chancelier de Qin

| 秦, Qin - Ryo Fui (呂不韋, japonais : Ryo Fui, chinois : Lü Buwei) : vice-chancelier de Qin, originaire de Zhao, rêvant de prendre le pouvoir, devient chancelier - Biki (趙姬, japonais : Bi Ki, chinois : Zhao Ji (en)) : reine douairière de Qin, originaire de Zhao - Ouki (王騎, japonais : Ō Ki, chinois : Wang Yi) : un des six grands généraux de Qin, prend Shin sous son aile - Ouhon (王賁, japonais : Ō Han, chinois : Wang Ben (en)) : jeune officier sérieux et ambitieux, commandant de l'unité Gyoku Hou, fils d'Ousen - Ousen (王翦, japonais : Ō Sen, chinois : Wang Jian) : général de Qin, père d'Ouhon - Tou (騰, japonais : Tō, chinois : Teng) : officier d'Ouki, devient ensuite général de Qin - Mouten (蒙恬, japonais : Mō Ten, chinois : Meng Tian) : jeune officier d'allure désinvolte, commandant de l'unité Gaku Ka, fils de Moubu et petit-fils de Mougou - Moubu (蒙武, japonais : Mō Bu, chinois : Meng Wu) : général de Qin, père de Mouten et fils de Mougou - Mougou (蒙驁, japonais : Mō Gō, chinois : Meng Ao) : général de Qin, grand-père de Mouten et père de Moubu - Kanki (桓騎, japonais : Kan Ki, chinois : Huan Yi (en)) : général de Qin, ancien chef d'un groupe de bandits - Hakuki (白起, japonais : Hakku Kī, chinois : Bai Qi) : un des six grands généraux de Qin, qui ordonna l’exécution des soldats de Zhao qui s'étaient rendus après la Bataille de Chouhei - Roi Sho (昭王, japonais : Roi Shō, chinois : Roi Zhao) : roi de Qin à l'origine du système des six grands généraux, arrière-grand-père d'Ei Sei 趙, Zhao - Riboku (李牧, japonais : Ri Boku, chinois : Li Mu (en)) : grand général de Zhao, un des trois nouveaux grands cieux de Zhao - Houken (龐煖, japonais : Hō Ken, chinois : Pang Nuan) : guerrier particulièrement fort au combat, un des trois nouveaux grands cieux de Zhao - Keisha (慶舎, japonais : Kei Sha, chinois : Qing She) : général de Zhao 魏, Wei - Go Kei (呉慶, japonais : Go Kei, chinois : Wu Qing) : grand général de Wei, père de Go Houmei - Go Houmei (吴凤明, japonais : Go Hō Mei, chinois : Wu Feng Ming) : grand général de Wei, fils de Go Kei, talentueux créateur de machines de guerre - Renpa (廉頗, japonais : Ren Pa, chinois : Lian Po) : général de Wei, un des trois anciens grands cieux de Zhao 楚, Chu - Shunshinkun (春申君, japonais : Shun Shin Kun, chinois : Lord Chunshen (en)) : premier ministre de Chu - Kanmei (汗明, japonais : Kan Mai, chinois : Han Ming) : grand général de Chu 韓, Han - Seikai (成恢, japonais : Sei Kai, chinois : Cheng Hui) : général de Han, spécialisé dans les poisons 燕, Yan - Ordo (成恢, japonais : Orudo, chinois : Wo Lu Duo) : général de Yan 齊, Qi - Ouken (王建, japonais : Tian Jian, chinois : Jian of Qi (en)) : roi de Qi |

## Manga
La série est publiée depuis le 26 janvier 2006 dans le magazine Weekly Young Jump de l'éditeur Shūeisha. Le premier volume relié est publié le 19 mai 2006. En 2015, Yasuhisa Hara déclare qu'il a prévu d'étendre la série jusqu'à 100 volumes. Une édition au format kanzenban est publiée depuis mars 2024.
En mai 2018, après des négociations avec VIZ Media Europe, filiale de Shūeisha, entamées en août 2017[source insuffisante], l'éditeur français Meian annonce l'acquisition des droits de Kingdom,. Il s'associe avec la communauté de scanslation de la série en français, « Kingudamu.net », afin d'être en mesure de proposer la sortie de quatre tomes tous les deux mois et propose une formule d'abonnement permettant de recevoir les mangas à domicile accompagnés de produits dérivés. La publication suit ensuite le rythme de la parution japonaise à partir de 2021. Une édition deluxe, basée sur l'édition kanzenban japonaise, est publiée depuis avril 2025.
| 1. Saga sauvetage du roi : - Arc de la traque - Partie Kokuhi - Partie cachette des montagnes - Arc du royaume des montagnes - Arc de la prise de Kanyou 2. Saga de la défense de Qin : - Arc Keiyou - Arc Flashback de Sei - Arc Banyou - Arc Sanyou - Partie guerre de Sanyou - Partie défense de Sanyou - Arc guerre de Zhao VS Yan - Arc bataille de Toukin - Arc Coalition - Partie porte de Kankoku - Partie fort de Saï - Arc Shiyu - Arc révolte de Tonryû - Arc Choyou - Arc couronnement de Ei Sei 3. Saga guerre contre Zhao : - Arc forêt de Kokuyou - Arc Gyou - Arc guerre civile de Kantan - Arc Juuko - Arc recrutement de Kyurei - Arc de Heiyu et Bujô - Arc Atsuyo - Arc Gian - Arc diplomatique Kan Pi Shi - Arc Hango 4. Saga Domination de la Chine - Arc Invasion de Han |

## Anime
L'adaptation en série télévisée d'animation est annoncée en novembre 2011. Elle est dirigée par Jun Kamiya et scénarisée par Naruhisa Arakawa. Les trente-huit épisodes ont été diffusés entre le 4 juin 2012 et le 25 février 2013. Avant même la fin de la diffusion, une seconde saison a été annoncée en janvier 2013. Celle-ci a été diffusée du 8 juin 2013, au 1er mars 2014 après 39 épisodes.
Une troisième saison adaptant l'arc de la coalition est diffusée à partir du 5 avril 2020. Toutefois, en raison de la pandémie de Covid-19, la diffusion a été suspendue après la diffusion du quatrième épisode. En octobre 2020, il est annoncé que la diffusion était reprogrammée pour avril 2021. Les vingt-deux épisodes restant sont finalement diffusés entre avril et octobre 2021. Une quatrième saison adaptant en vingt-six épisodes l'arc Shiyu, l'arc Choyou et l'arc du couronnement de Ei Sei est diffusée entre avril et octobre 2022.
En octobre 2022 est annoncé la diffusion d'une cinquième saison, à partir de janvier 2024. Le premier épisode, censé être diffusé le 7 janvier 2024, a été reporté une semaine plus tard, soit le 14 janvier 2024, en raison de tremblements de terre qu'il y a eu au Japon à cette période-ci. La sixième saison est annoncée en avril 2025 pour une diffusion en octobre de la même année.
La première saison est diffusée en streaming par Netflix et ADN en France et Funimation en Amérique du Nord. Les saisons 2, 3, 4 et 5 sont aussi disponibles sur ADN,.
| - Shin : voix japonaise : Masakazu Morita, voix française : Arthur Pestel - Hyou : voix japonaise : Jun Fukuyama, voix française : Julien Rampon - Ei Sei : voix japonaise : Jun Fukuyama, voix française : Benjamin Penamaria - Karyoten : voix japonaise : Rie Kugimiya, voix française : Angélique Heller - Kyoukai : voix japonaise : Hikasa Yoko, voix française : Amandine Longeac |

## Films
Le premier film live est sorti le 19 avril 2019. Un deuxième film Kingdom: Harukanaru Daichi e est sorti le 15 juillet 2022. Un troisième film Kingdom: Unmei no Honō sort le 28 juillet 2023. Enfin, un quatrième film Kingdom: Daishogun no Kikan est sorti le 12 juillet 2024.

## Jeux vidéo
Un jeu vidéo de style beat 'em up est sorti le 25 novembre 2010, intitulé Kingdom Ikki Tousen No Tsurugi. Le jeu est sorti uniquement au Japon sur PlayStation Portable.
Un jeu mobile gratuit appelé Kingdom: Seven Flags est sorti le 24 octobre 2016 au Japon.
Un autre jeu mobile gratuit appelé Kingdom Ran -Tenkatōitsu e no Michi- (キングダム 乱 -天下統一への道-, Kingdom War -Road to Unification-), est sorti le 22 février 2018,.

## Réception
La série comptait plus de 30 millions d'exemplaires imprimés en avril 2017, 38 millions d'exemplaires imprimés en décembre 2018, et plus de 47 millions d'exemplaires imprimés en novembre 2019. En décembre 2020, le manga avait plus de 70 millions d'exemplaires en circulation et son 60e volume était le premier volume de la série avec un tirage de 1 million d'exemplaires. En décembre 2021, le manga avait plus de 84 millions d'exemplaires en circulation. En février 2022, le manga avait plus de 87 millions d'exemplaires en circulation.
Kingdom est le 5e manga le plus vendu en 2015, avec plus de 8,5 millions d'exemplaires vendus. C'est le 3e manga le plus vendu en 2016, avec plus de 6,5 millions d'exemplaires vendus. C'est le 3e manga le plus vendu en 2017, avec plus de 6,1 millions d'exemplaires vendus. C'est le 6e manga le plus vendu en 2018, avec plus de 4,9 millions d'exemplaires vendus. C'était le 3e manga le plus vendu en 2019, avec plus de 7,6 millions d'exemplaires vendus. Kingdom est la deuxième série de mangas la plus vendue en 2020, avec plus de 8,2 millions d'exemplaires vendus. C'est le 9e manga le plus vendu en 2021, avec plus de 4,6 millions d'exemplaires vendus. En 2022, il est le 6e manga le plus vendu au Japon, avec 3,8 millions d'exemplaires vendus.
Kingdom a remporté le Grand Prix au Prix culturel Osamu Tezuka en 2013 avec un juge commentant : "Je ne me souviens pas de la dernière fois où j'ai lu près de 30 volumes (d'un titre de manga) d'affilée en me sentant aussi excité". Kingdom a remporté la première section annuelle de tous les temps des Tsutaya Comic Awards en 2017. En 2019, Kingdom est premier du 19e classement Da Vinci Annual Book of the Year. Dans le sondage Manga Sōsenkyo 2021 de TV Asahi, dans lequel 150 000 personnes ont voté pour leurs 100 meilleures séries de mangas, Kingdom s'est classé 13e.
Le manga a remporté un record du monde Guinness le 12 décembre 2012 pour le manga écrit par le plus de gens. Le record était dû à sa campagne "Social Kingdom" dans laquelle les fans et d'autres artistes avaient pour tâche de redessiner l'intégralité du 26e volume. Parmi les participants figuraient les créateurs de mangas Eiichiro Oda (One Piece), Masashi Kishimoto (Naruto), Hirohiko Araki (JoJo's Bizarre Adventure), Takehiko Inoue (Slam Dunk), Hiroshi Motomiya (Salary Man Kintaro), ainsi que des doubleurs et des fans. La campagne Social Kingdom a été l'une des œuvres recommandées par le jury de la division Entertainment lors du 16e Japan Media Arts Festival en 2012.